# فرد الكلب الأكبر (نجم)
أو زيتا الكلب الأكبر Zeta Canis Majoris اسمه التقليدي Furud مشتق من الاسم العربي. وهو نجم مزدوج في كوكبة الكلب الأكبر. ويبعد حوالي 336 سنة ضوئية عن الأرض.
النجم الرئيسي الفرد A هو قزم أبيض مائل للزرقة ينتمي إلىالفئة الطيفية B ويملك قدر ظاهري +3.02 بينما رفيقه لا توجد معلومات متوافرة حوله. ويدور كلا النجمين حول بعضهما البعض كل 675 يوم.